# Datornytt
Datornytt var en datortidning som gavs ut av Nordpress mellan 1977 och 1991.
Bland tidningens medarbetare fanns chefredaktören Bengt Björnekärr och Thore Rösnes.